# Oxycera confinis
Oxycera confinis är en tvåvingeart som först beskrevs av Lindner 1965.  Oxycera confinis ingår i släktet Oxycera och familjen vapenflugor.
Artens utbredningsområde är Lesotho. Inga underarter finns listade i Catalogue of Life.